# Мартин, Атертон
Атертон Мартин (англ. Atherton Martín) — доминикский общественный и политический деятель, агроном и защитник окружающей среды. В 1998 году он был награжден экологической премией Голдманов за свои усилия по защите тропических лесов от угроз окружающей среде из-за запланированных крупных операций по добыче меди.

## Биография
Окончил Корнеллский университет в штате Нью-Йорк в 1970 году. С тех пор принимал участие в большом списке проектов, направленных на сочетание экономического развития с защитой окружающей среды. В 1970-х годах состоял в ряде левых сил страны, включая Объединённую партию Доминики, Народно-демократическую партию и Альянс движения освобождения Доминики, лидером которого он стал после слияния из коалиции в единую партию; в предреволюционных обстоятельствах 1979 года занимал пост министра сельского хозяйства Доминики в коалиционном кабинете Оливера Серафина, отколовшегося от Доминикской лейбористской партии.
Атертон Мартин был важной фигурой в борьбе за защиту природных ресурсов Доминики, в частности против хищнической добычи полезных ископаемых.
В 1996 году парламент Доминики одобрил закон о развитии горнодобывающей промышленности, когда австралийская компания Broken Hill Proprietary предложила крупный проект по добыче меди. Хотя в то время Мартин состоял на госслужбе в качестве директора Корпорации планирования и развития Доминики, он сыграл важную роль в кампании протеста против проекта, разъясняя его негативные последствия для окружающей среды, экономики и общества острова. Из-за этого Мартин потерял свой пост в правительстве, его жизни и его семье стали угрожать. Наконец, в 1997 году противодействие проекту увенчалось успехом, и он был остановлен.
За сохранение центральных и северных лесных заповедников Доминики, а также за общий вклад в защиту природных ресурсов и поддержку устойчивого развития, Мартин был удостоен в 1998 году престижной экологической премии Голдманов.
Мартин вернулся на государственную службу в январе 2000 года в качестве министра сельского хозяйства, планирования и защиты окружающей среды в кабинете Рози Дугласа (Доминикская лейбористская партия), продолжая при этом свою работу по продвижению и развитию кооперативов фермеров и производителей (он также являлся генеральным секретарем Союза фермеров Доминики). Приступая к работе, заявил, что в Доминике и Карибском бассейне «существует ядро людей, приверженных нашему видению с 1960-х, у которых сейчас появились возможности и полномочия претворить его в жизнь».
Однако уже в июле 2000 года министр подал в отставку из-за голосования его страны и ещё пяти карибских островных государств на заседании Международная комиссия по промыслу китов против создания закрытой для китобойного промысла в Южном Тихом океане. Затем Мартин стал президентом Карибской ассоциации охраны природы и исполнительным директором Института развития.

## Сочинения
- Martin, Atherton (1989). «Dominica». In: Meditz, Sandra W.; Hanratty, Dennis M. Islands of the Commonwealth Caribbean. a regional study. Col: Area handbook series. Federal Research Division — Library of Congress. pp. 261—290.